# Anneke Grönloh
Johanna Louise (Anneke) Grönloh (Tondano, 7 juni 1942 – Arleuf, 14 september 2018) was een Nederlandse zangeres.

## Levensloop

### Jeugd
Grönloh brengt haar eerste levensjaren in het door de Japanners bezette Nederlands-Indië door in een jappenkamp. Haar vader, een Nederlandse officier, is al voor haar geboorte geïnterneerd. Pas na de bevrijding wordt het gezin herenigd. Na de oorlog vertrekt het gezin Grönloh met het schip de Willem Ruys naar Nederland, waar het wordt opgevangen in het Noord-Brabantse Grave. Grönloh groeit op in Eindhoven.

### Vroege carrière
Op het Gemeentelijk Lyceum leert ze Peter Koelewijn kennen en treedt zij samen met hem en zijn 'Rockets' op tijdens feestjes. Daarnaast verzorgt ze in Nederland en België al optredens met onder meer het orkest van Jos de Mol en The Skyliners, waar ze voornamelijk Amerikaanse hits, jazz en rock-'n-roll zingt. Onder de naam Yokotjang treedt ze ook op als zangeres/danseres met oosterse liedjes. Yokotjang is Japans voor 'klein zusje'. Zo werd Grönloh in het jappenkamp genoemd.
Op 19 december 1959 wint Grönloh het Cabaret der Onbekenden, een destijds bekende talentenjacht. De finale wordt op televisie uitgezonden en de hoofdprijs is een platencontract. Haar winnende lied Ma, he's making eyes at me wordt later een hit voor haar in het buitenland. Ze neemt een Nederlandse versie op onder de titel Ma, hij wil zo graag een zoen. De opname wordt een hit in Nederland. Op deze plaat wordt ze begeleid door Peter en zijn Rockets, met wie ze in de periode 1960/1962 optredens in het land verzorgt.

### Successen in Azië
Grönloh komt onder contract bij platenfirma Phonogram van Philips, het huidige Universal Music. Haar eerste single is een Maleistalig liedje met de titel Asmara. In Nederland doet het nummer weinig, maar in Singapore, Maleisië en Indonesië wordt het een hit. Een nummer 1-hit en gouden plaat in het verre oosten zijn het resultaat. Eind 1960 vertrekt ze op haar eerste concerttournee naar Singapore en Maleisië. Voor de Nederlandse markt worden tienerliedjes als Maar Charly stuurde me bloemen opgenomen, waarmee haar populariteit groeit. De song Trui, trui, slobbertrui is de eerste echte hit in eigen land in 1961.
De in 1961 opgenomen Indische liedjes Boeroeng kaka en Nina Bobo worden in 1962 hits in het verre oosten. Beide nummers staan maandenlang op nummer 1 in Singapore en Maleisië en leiden wederom tot gouden platen. Tijdens een tournee in januari 1962 treedt Grönloh op in stadions en grote concertzalen in onder andere Singapore, Ipoh, Malakka en Penang. Ze onderneemt deze tournee samen met The Blue Diamonds, die in die streken ook erg populair zijn door hun hit Ramona. Nina Bobo scoort ook in Japan en wordt Grönlohs grootste internationale hit.
Ondertussen heeft ze ook een aantal platen opgenomen in het jazzgenre, haar favoriete muziekstijl, met onder andere de Dutch Swing College Band en de Rivertown Dixieland Band.

### Tienerster

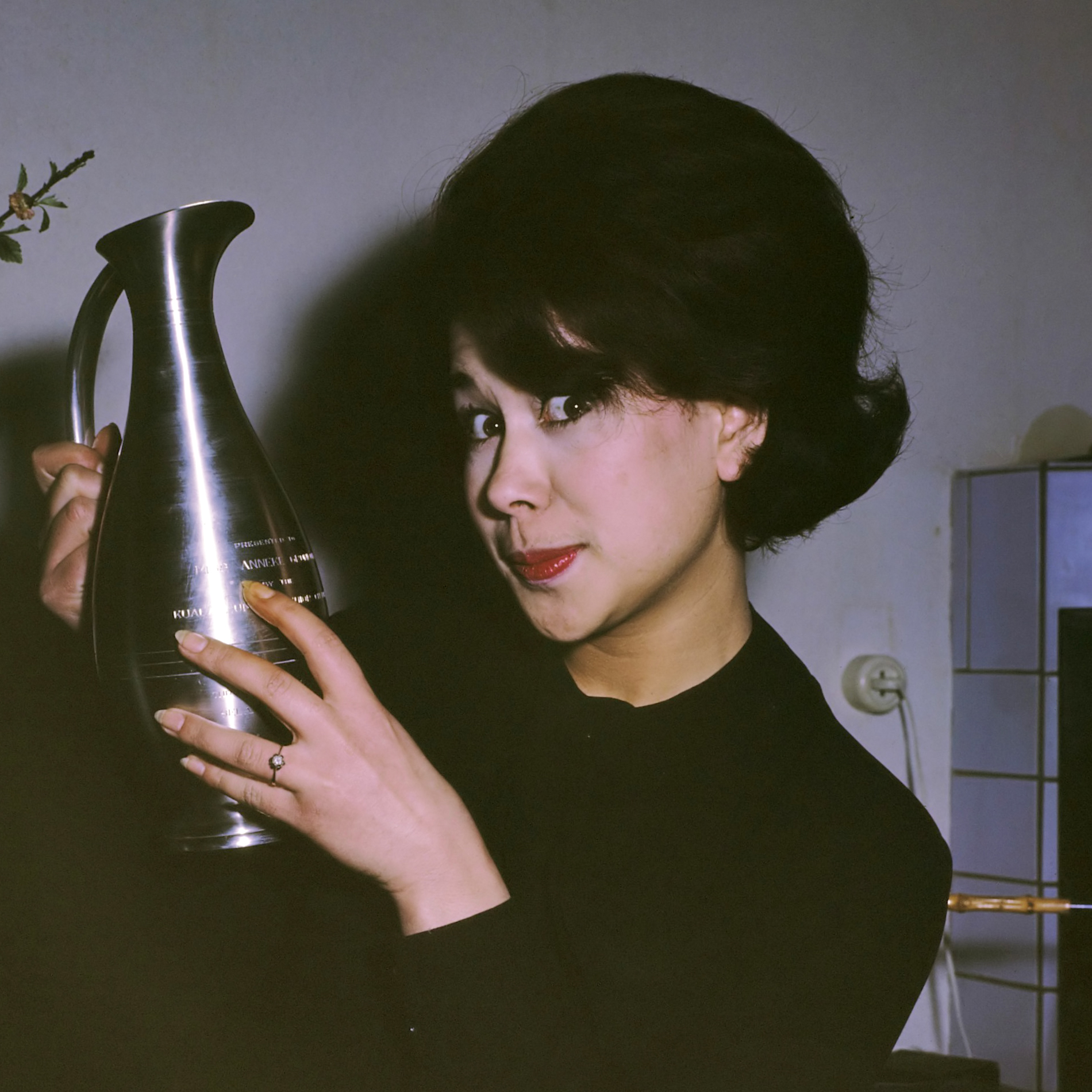
Anneke Grönloh omstreeks 1962

In juli 1962 neemt ze samen met onder anderen Mieke Telkamp en Milly Scott deel aan het Songfestival van Knokke. Daar zingt ze voor het eerst haar nieuwe single Brandend Zand. Het nummer komt vanuit het niets in de maandelijkse hitlijst van Muziek Parade binnen op nummer 1 en blijft daar 2 maanden staan, totdat het van die plek verdreven wordt door haar nieuwe plaat Paradiso, die 4 maanden op nummer 1 staat. In de wekelijkse hitlijst van Platennieuws staat Brandend zand 2 weken op de eerste plaats. Vanaf 24 november 1962 staat Paradiso 16 weken aaneensluitend op nummer één, een record dat in de wekelijkse hitparade pas na 54 jaar in 2017 is geëvenaard door Ed Sheeran met Shape of You en Despacito van Luis Fonsi en Daddy Yankee. Voor zowel Brandend Zand als Paradiso krijgt ze eerst gouden en daarna platina platen. Wanneer Grönloh eind november opnieuw voor een tournee naar het verre oosten vertrekt, is ze uitgegroeid tot Nederlands eerste tienerster. Bij aankomst in Singapore ontvangt ze een gouden plaat voor Nina Bobo. Deze plaat is met een wereldwijde verkoop van bijna zeven miljoen exemplaren Anneke Grönlohs grootste internationale succes. Het is tevens haar "herkenningsmelodie" in de landen in het verre oosten.
Het succes neemt nog toe. In 1963 zijn Soerabaja en Cimeroni opnieuw nummer 1-hits en goed voor gouden platen in Nederland. Ook Wladimir en Da doe ron ron resulteren in goud. Alleen al in 1963 ontvangt Grönloh vijf gouden platen voor verschillende titels binnen tien maanden tijd. Het levert een record op in het Guinness Book of Records.
Ook in Duitsland stijgt Grönlohs populariteit, mede dankzij het succes van de Duitse versie van Cimeroni, Wenn wir beide Hochzeit machen. Grönloh treedt veelvuldig op voor de Duitse televisie en is een terugkerende gast in de grote shows van Vico Torriani, Peter Weck, Peter Alexander en Anneliese Rothenberger. In Indonesië, Maleisië, Singapore en Japan worden Bengawan Solo, Boeroeng Kaka, Buka Pintu en de Maleise versie van Paradiso grote hits. Speciaal voor het uitroepen van het nieuwe koninkrijk Malaysia neemt Anneke Grönloh een Engelse versie op van Brandend Zand met de titel Oh Malaysia. Het lied wordt zo populair dat men zelfs overweegt er het nieuwe volkslied van te maken. Het levert weer een gouden plaat op. Vanuit Singapore is er de aanbieding voor de hoofdrol in en musical bioscoopfilm. Wegens tijdgebrek kan de zangeres hier niet op ingaan. In deze periode treedt ze namelijk zeven dagen per week gemiddeld drie en vaak zelfs vier of vijf keer per dag op in Nederland en België. Uiteindelijk grijpt de huisarts in en bedingt bij de platenmaatschappij één rustdag in de week. Aanleiding hiervoor was dat Grönloh een aantal keren na een optreden was flauwgevallen wegens oververmoeidheid en verplicht een slaapkuur van een week moest ondergaan om bij te kunnen komen. Naast de vele optredens waren er ook nog de radio- en tv-opnames, interviews, fotosessies en plaatopnames. De Grönloh-gekte bereikte in 1963 een hoogtepunt. Bij haar optredens kwam vaak zo'n grote mensenmassa op de been dat geregeld politie-escortes werden ingezet om de zangeres veilig op een locatie en daar weer vandaan te krijgen. Tijdens een tournee voor de militairen, die ze samen met Willeke Alberti maakte, werden vaker de wielen onder haar auto uitgehaald door de strijdkrachten om haar langer ter plaatse te kunnen houden voor handtekeningen en foto's.
In 1964 zijn Rozen hebben doornen en Schemering nog behoorlijke hits. Maar met de komst van de Britse invasie verandert de muzikale smaak van de jeugd. Aangezien Anneke Grönloh ook een grote populariteit geniet bij de ouders en grootouders van de tieners blijft haar populariteit en plaatverkoop vooralsnog groot en gehandhaafd. Haar wordt gevraagd Nederland te vertegenwoordigen op het Eurovisiesongfestival in Kopenhagen. De platenmaatschappij vindt het geen goed idee, omdat Grönloh internationaal een succesvolle carrière heeft en het niet winnen van het festival daaraan schade zou kunnen toebrengen. De zangeres vindt het echter een grote eer en besluit toch te gaan. In de voorronde zingt ze drie liedjes: Weer zingt de wind, Vliegende Hollander en Jij bent mijn leven. Dat laatste nummer wordt gekozen voor de internationale finale. Grönloh haalt er in Kopenhagen de tiende plaats mee. Ze ontvangt de persprijs van de internationale pers voor haar voordracht. Zowel Jij bent mijn leven als Weer zingt de wind halen in Nederland de hitparade.
Samen met Rob de Nijs maakt Grönloh een tournee met Rudi Carrell in een grote theatershow die onder andere drie weken in Carré en drie weken in het Circustheater staat. Ook zijn er een aantal concerten met Cliff Richard in het Scheveningse Kurhaus en de veilinghallen in Blokker. Op 31 augustus 1964 treedt ze in het huwelijk met Radio Veronica diskjockey Wim-Jaap van der Laan. Het huwelijk wordt onder massale publieke belangstelling gesloten in Amsterdam. Grönloh tekent een contract bij de KRO voor een serie succesvolle tv-shows die onder de titels U spreekt met Anneke en De Anneke Grönloh Show vier seizoenen te zien is. Hierin zingt de zangeres internationaal repertoire en ontvangt gasten zoals Marianne Faithfull en The Seekers. In Duitsland gooit ze hoge ogen met Das wird ein Wochenend, dat speciaal voor haar geschreven werd door Werner Scharfenberger, de componist van Brandend Zand. Het is de bedoeling dat Grönloh het zou zingen in een muziekfilm met Peter Kraus. Ook nu is dat niet mogelijk vanwege een overvolle agenda. Vivi Bach neemt de rol uiteindelijk voor haar rekening.

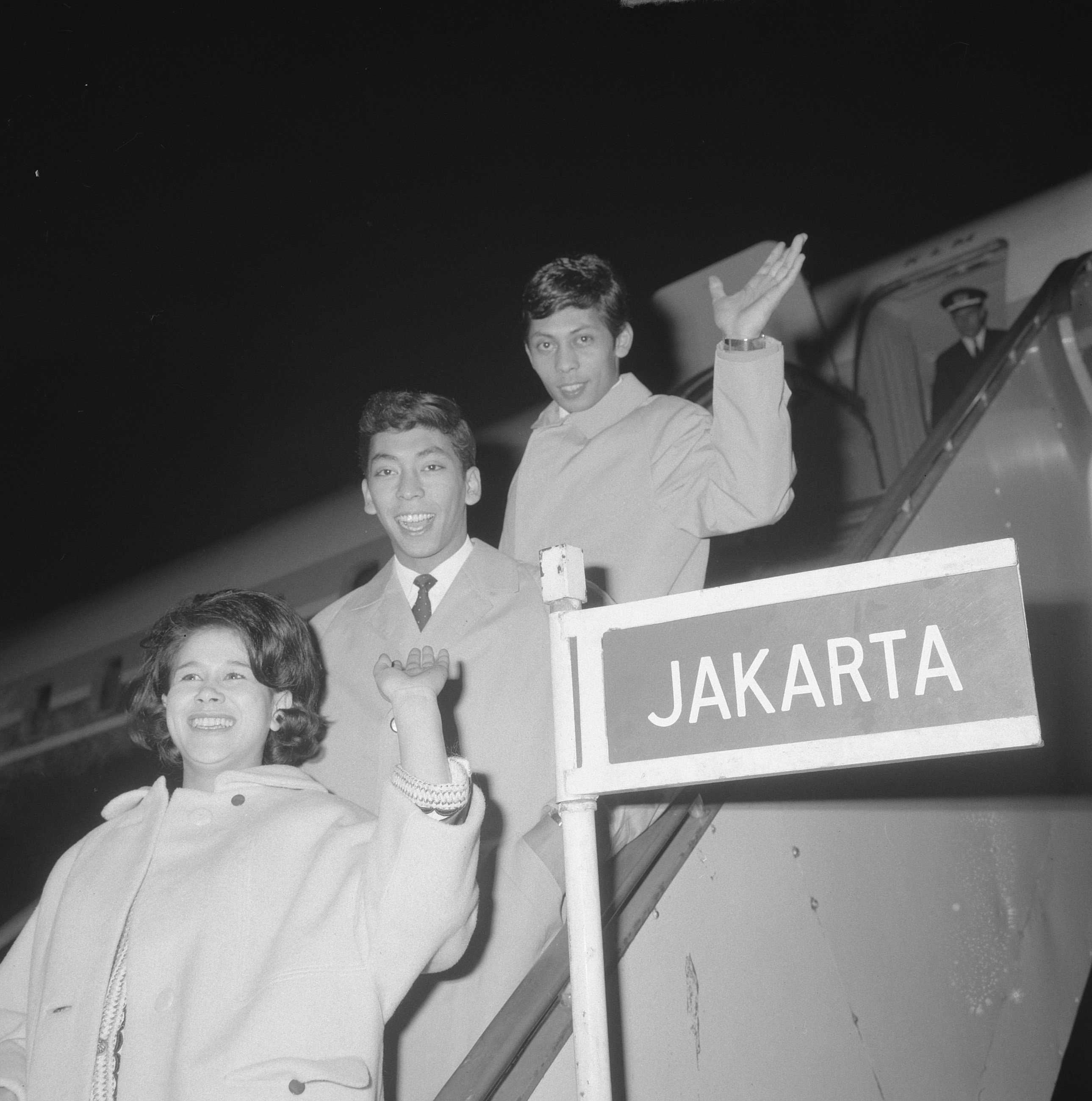
Met The Blue Diamonds naar Indonesië, 1964

Aan het eind van 1964 vertrekt Anneke Grönloh samen met The Blue Diamonds voor een concerttournee naar Indonesië. Zij zijn daarmee de eerste Nederlandse artiesten die na de onafhankelijkheidsverklaring daar weer welkom zijn. De première vindt plaats in Hotel Indonesia in Jakarta. President Soekarno organiseert een receptie voor haar en laat door zijn hofschilder een schilderij voor haar maken.

### Nieuw repertoire
In 1965 is Grönloh de leading lady in de Sleeswijk Revue, ook wel bekend als de Snip en Snap revue. Daarmee maakt ze de overstap van teenagerzangeres naar volwassen vedette. Dat is ook merkbaar in haar platenrepertoire dat volwassener en minder commercieel wordt. De tijd van de grote hits is in Nederland voor haar voorbij, maar in het buitenland volgen nog meerdere gouden platen, waaronder twee nummer 1-hits in het voormalige Joegoslavië met Servisch gezongen versies van Wladimir en Ximeroni in 1966.

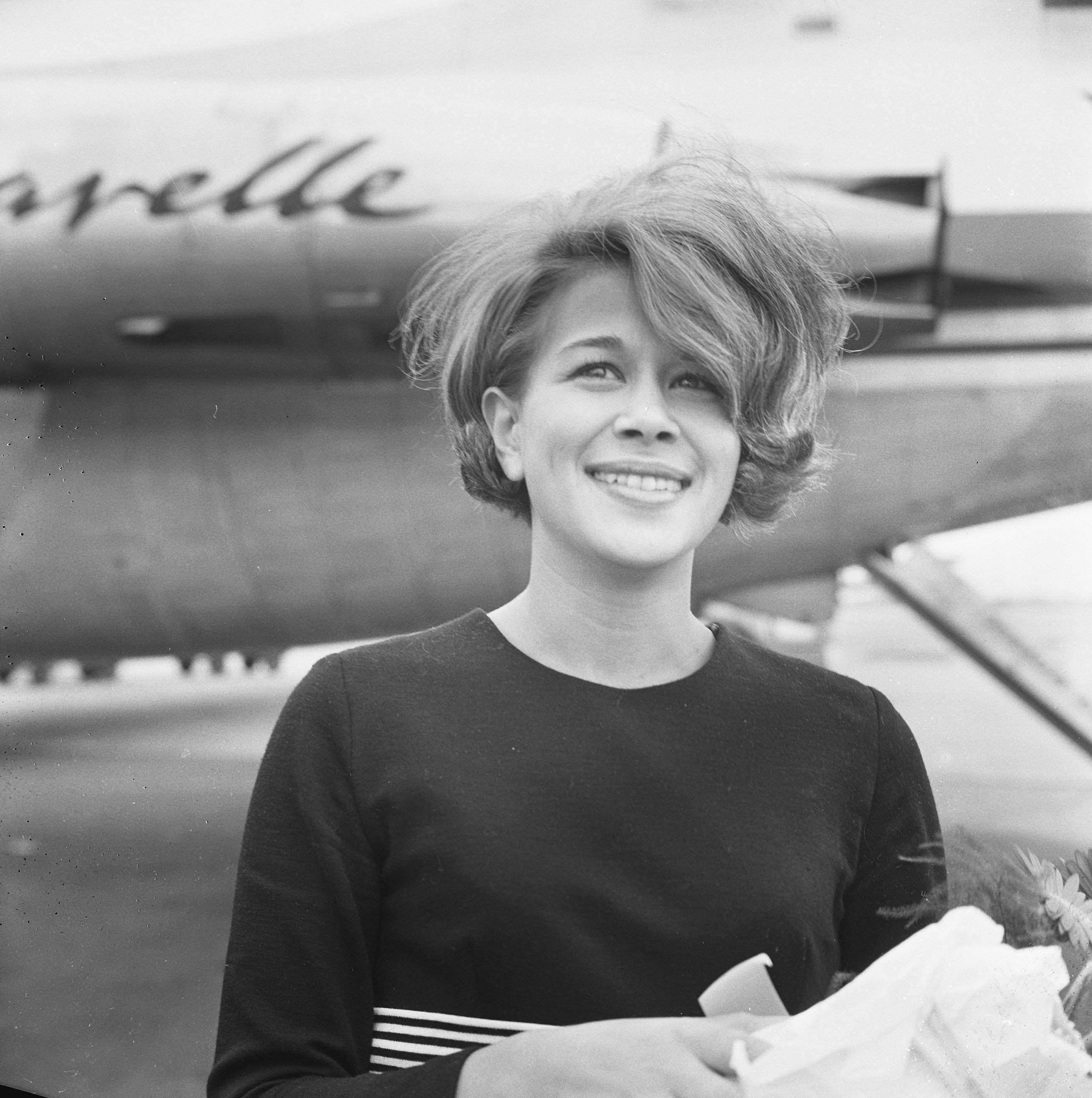
Anneke Grönloh in 1966

Daarnaast onderneemt ze veel buitenlandse tournees, onder andere naar Suriname, is er een uitnodiging voor het Gouden Roosfestival van Montreux, 1969, en neemt ze deel aan internationale songfestivals in Athene, 1968, en het Nederlandse nationale songfestival in 1969. In datzelfde jaar staat ze naast Ramses Shaffy in zijn theaterproductie Shaffy Verkeerd en maakt ze een korte theatertournee met het komisch duo De Mounties. Naast haar eigen televisieshows voor de KRO, die lopen tot 1967, is ze samen met Rob de Nijs de vaste stergast in de tv-serie Studio Anno die de NCRV van 1968 tot en met 1970 maandelijks uitzendt. Inmiddels is Anneke Grönloh ook moeder van twee zonen.
In de jaren 70 legt Grönloh zich voornamelijk toe op Nederlandse luisterliedjes en jazz. Er zijn jaarlijks tournees naar Indonesië en de West. Ze wint in 1972 het songfestival van Menorca met het lied Shala-lee, shala-loo en scoort in Duitsland een bescheiden hit met Hasta la vista mañana. In 1977 neemt ze enkele nummers op met haar vriend en collega Ronnie Tober, waarvan Speel nog een liedje orgelman het meeste succes heeft. Samen met haar echtgenoot runt ze een aantal jaren in Eindhoven restaurant Het Koetshuis, maar dit blijkt uiteindelijk niet te combineren met haar podiumwerk.

### Latere carrière
In 1986 keert Grönloh bij platenfirma Telstar terug naar het commerciële Nederlandse lied en scoort met Santo Domingo. In dezelfde periode doet ze in de Sterrenplaybackshow op verzoek van Henny Huisman een imitatie van Tina Turner die veel opzien baart en publiciteit veroorzaakt. Op maatschappelijk vlak zet ze zich in voor de acceptatie van homoseksuelen en de taboedoorbreking rondom de ziekte aids.
In 1993 is ze de eregaste bij Mies Bouwman in de televisieshow In de hoofdrol. In 1994 viert ze haar 35-jarig artiestenjubileum met concerten in de Amsterdamse Stadsschouwburg en het Indoor Stadion in Singapore. Ze brengt een album uit waarop alle teksten zijn geschreven door Jan Rot.
In 1997 wordt Anneke Grönloh door koningin Beatrix benoemd tot officier in de Orde van Oranje-Nassau. Ook ontvangt ze in 1997 vijf records van het Guinness Book of Records, onder andere voor de zangeres met de meeste nummer 1-hits en voor de langste tijd onafgebroken in de hitparade (37 maanden).
In 2000 vestigt Grönloh zich in Frankrijk. In het nieuwe millennium zijn er meerdere jubileumgala's in de Koninklijke Schouwburg in Den Haag, nieuwe cd's en dvd's en opnieuw buitenlandse tournees. In 2002 zet Paul de Leeuw haar een aantal weken lang in zijn tv-programma Herberg De Leeuw neer als een aan lager wal geraakte, seksverslaafde alcoholiste. Wanneer hij daarmee weigert te stoppen, schakelt Anneke Grönloh een advocaat in. De NCRV, die het programma uitzendt, grijpt uiteindelijk in en weigert het programma verder uit te zenden. Het resulteert in het vertrek van De Leeuw bij de omroep, die aan Grönloh een schadeloosstelling betaalt voor beschadiging van haar imago en goede naam.
In 2004 overlijdt haar echtgenoot Wim-Jaap van der Laan. In 2006 volgt Anneke Grönloh Corry Brokken op als gastvedette bij de cabaretgroep Purper en is zij samen met Jos Brink de stergast in het programma Purper 100. De tournee wordt afgesloten in Theater Carré.

### Actrice

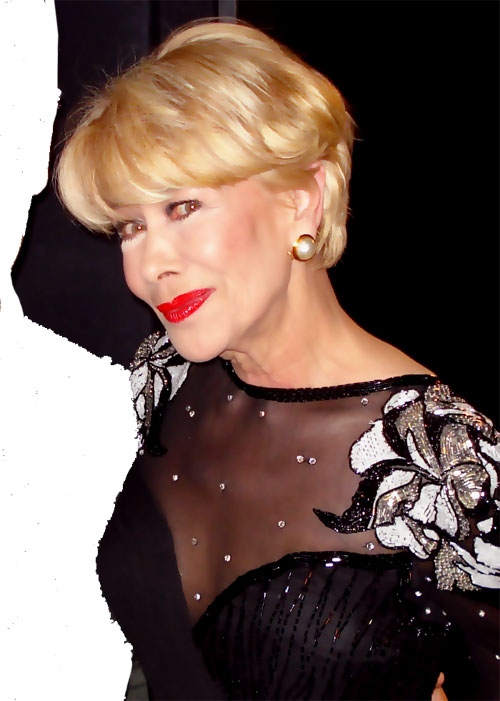
'Diva' Anneke Grönloh, 2007

Op 65-jarige leeftijd maakt Grönloh in 2007 haar debuut als actrice met de hoofdrol in de bioscoopfilm Ver van familie onder regie van Marion Bloem. Ze wordt door Radio 5 uitgeroepen tot "de icoon van de jaren 60". Er is een samenwerking met rapper Ali B in zijn tv-serie Ali B op volle toeren. In 2009 maakt Omroep MAX een tv-registratie van het 50-jarig artiestenjubileum dat gevierd wordt met een gala in de Haagse Koninklijke Schouwburg. Gasten zijn onder andere Willeke Alberti, Ria Valk en Ronnie Tober. De dvd van dit concert komt in de week van verschijnen binnen op nummer 20 in de dvd-verkooplijst. Op uitnodiging van de president van Singapore verzorgt Grönloh in datzelfde jaar ook een concert/tv-optreden in Singapore.
In 2012 ontvangt Grönloh uit handen van Ali B van de muziekuitgeverij Benelux Music een Triple Diamond Award voor het feit dat er van haar lied Brandend Zand sinds 1962 meer dan 3,5 miljoen exemplaren zijn verkocht. Dat is meer dan van welk ander Nederlands nummer dan ook. Ook speelt ze de rol van Oma Toetie in de NTR-dramaserie Zusjes. In 2014 viert ze haar 55-jarig artiestenjubileum met een gala-avond op het SS Rotterdam. De show heet A swinging affair en ze wordt begeleid door de Dutch Swing College Band, Louis van Dijk en Candy Dulfer. Als speciale gasten treden zangeres Do (Dominique van Hulst) en de sopraan Marjon Lambriks op.
In 2015 neemt Grönloh in het kader van 70 jaar bevrijding een versie op van de oorlogsklassieker We'll meet again, ondersteund door de Mastreechter Staar. Ze bezoekt in Engeland haar oude vriendin Vera Lynn om het eerste exemplaar van de single aan te bieden. Tijdens een optreden op de Nationale Veteranendag op het Malieveld in Den Haag krijgt ze van de commandant der strijdkrachten generaal Tom Middendorp een prijs aangeboden voor 10.000 downloads van deze single.

### Laatste jaren
In 2016 wordt Anneke Grönloh getroffen door een zware longembolie. Als gevolg hiervan wordt ze afhankelijk van een zuurstofapparaat. Ze blijft in eerste instantie gewoon optreden, maar begin juni 2017 besluit ze op de dag voor haar 75ste verjaardag een streep te zetten onder haar carrière. Het optreden valt haar te zwaar en ze heeft geregeld ademproblemen. Haar laatste grote openbare optreden geeft ze op De nacht van Johnny Hoes op 26 augustus 2017 in Weert.
In 2018 is zij te zien in de documentaire Klanken van Oorsprong, gewijd aan Indorock, waarin ook wordt ingezoomd op haar leven in Nederlands-Indië en haar muziekcarrière.
Op 14 september 2018 overlijdt ze op 76-jarige leeftijd.

## Repertoire

### Liedjes
- Asmara (1960) - Grönlohs eerste Indonesische liedje is in Nederland vrij onbekend. In Singapore, Maleisië en Indonesië wordt het een grote hit.
- Flamenco Rock (1960)
- Ma, hij wil zo graag een zoen (1961)
- Brandend zand (1962) - goed voor een gouden plaat
- Paradiso (1962) - dit lied verwerft een platina plaat en was een cover van het origineel uit 1961 van Connie Francis
- Soerabaja (1963)
- Cimeroni (1963)

Grönloh vertolkte onder meer het krontjonggenre, met volksliedjes als Bengawan Solo, Boeroeng Kaka en Nina Bobo. Hiernaast was ze ook bekend als vertolkster van jazzmuziek, haar lievelingsgenre. Samen met de Dutch Swing College Band heeft ze Doctor Jazz opgenomen (B-kant: Bill Bailey won't you please come home).

## Hitparadesuccessen

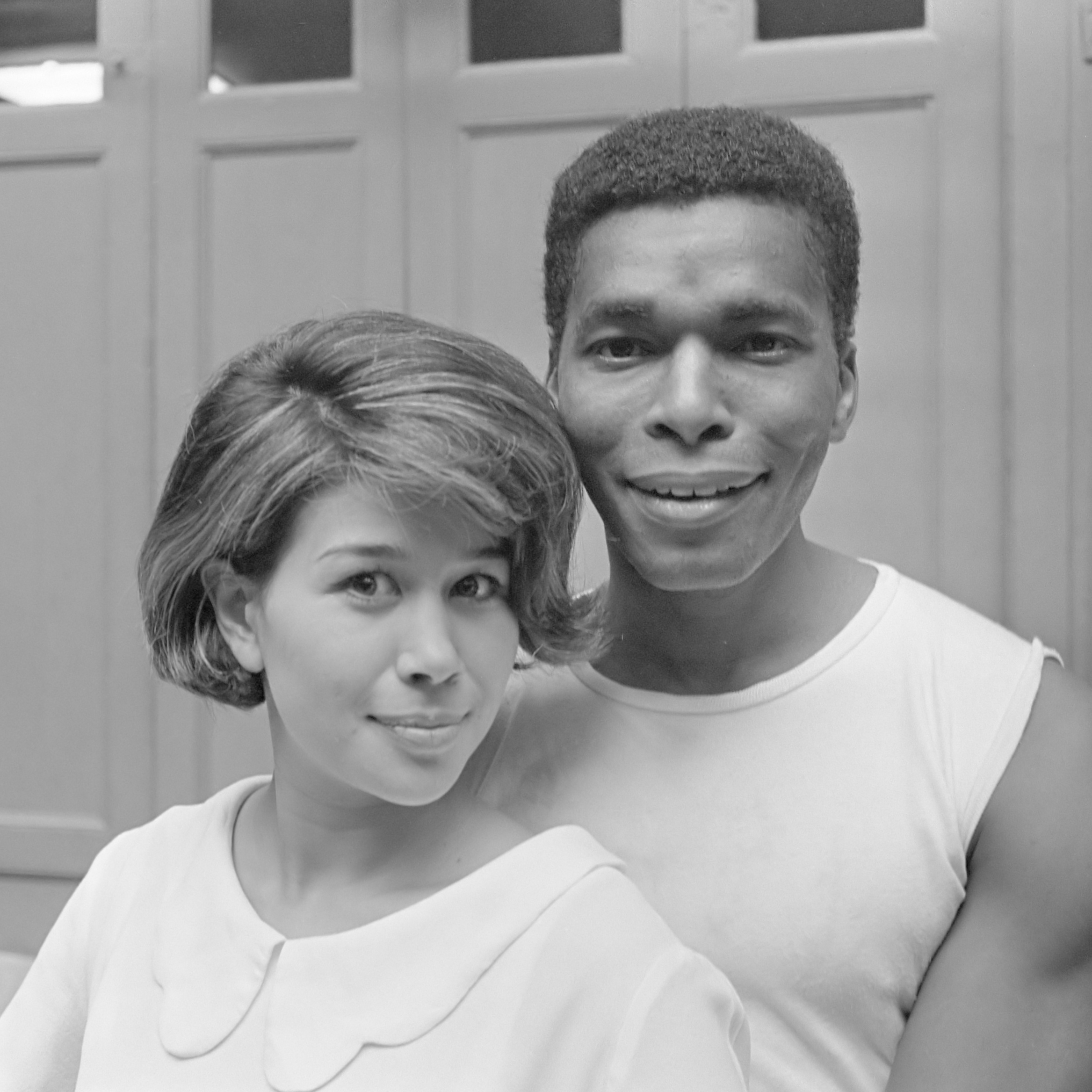
Anneke Grönloh en Donald Jones (1965)

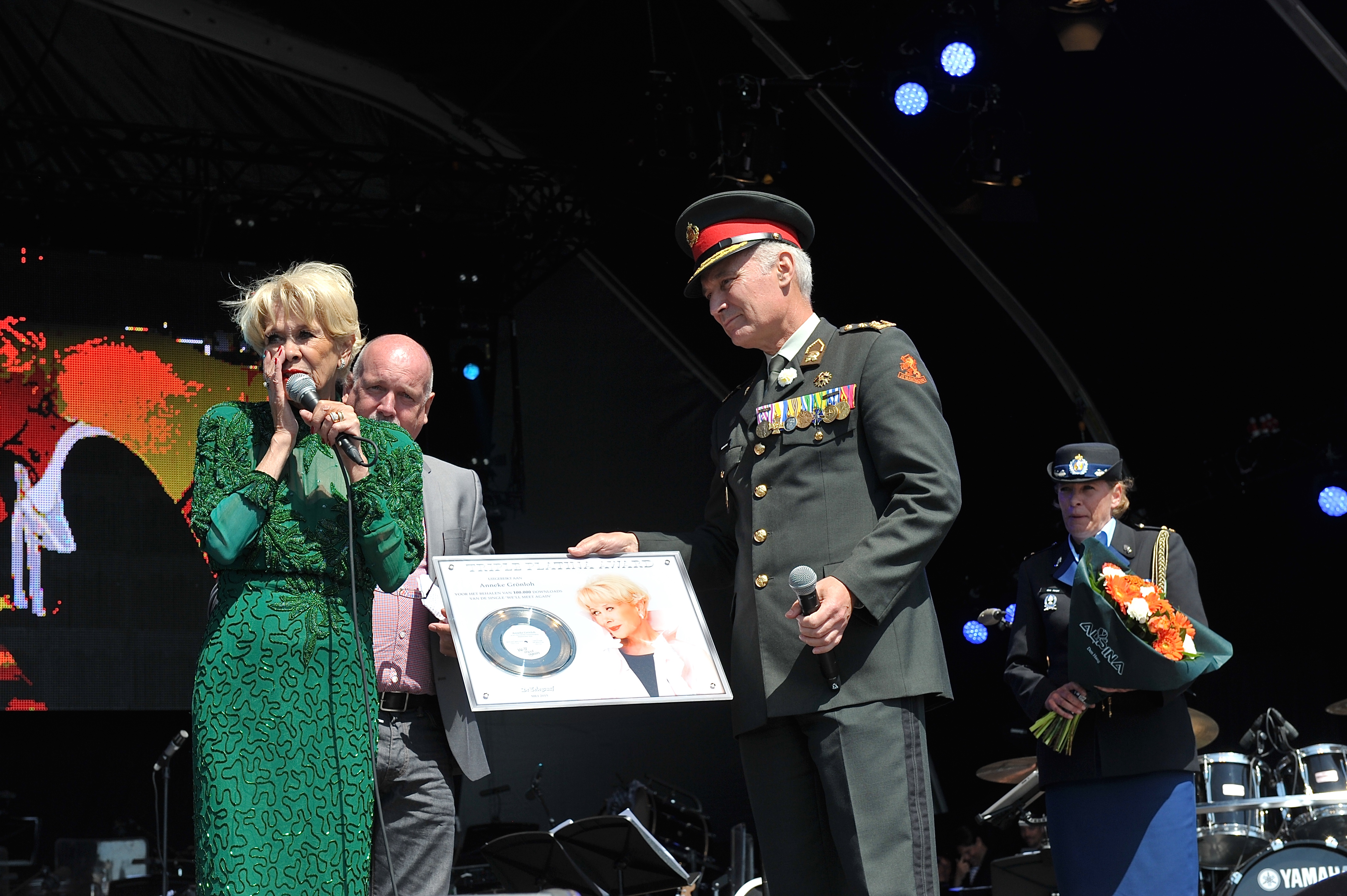
Grönloh ontvangt van Commandant der Strijdkrachten Middendorp een Triple Platina Award voor haar uitvoering van We'll Meet Again (2015)

Grönloh scoorde in 1962 en 1963 vier nr.1-hits in Nederland op rij, namelijk Brandend zand, Paradiso, Soerabaja en Cimeroni/Het leven kan mooi zijn. Paradiso heeft zestien weken aaneengesloten op de eerste positie gestaan.
Ze verkocht internationaal meer dan dertig miljoen singles en dat maakt haar tot de meest succesvolle Nederlandse zangeres ooit. Grönloh had hitsucces in onder meer Nederland, België, Duitsland, Scandinavië, voormalige Joegoslavië, Spanje, Japan en het gehele Verre Oosten, met name in Indonesië, Singapore en Maleisië. Ze nam repertoire op in het Nederlands, Engels, Maleis, Duits, Spaans, Italiaans, Joegoslavisch/Servisch, Noors en Zweeds.

### Internationaal
Grönloh was begin jaren zestig een nationale beroemdheid en Nederlands eerste echte tieneridool. In deze periode beheerste zij de Nederlandse hitparade met hits als Brandend Zand, Paradiso, Soerabaja en Cimeroni. In haar kielzog trok zij tienersterren als Willeke Alberti, Rob de Nijs en Trea Dobbs mee. Op het hoogtepunt van haar roem, in 1964, nam Grönloh deel aan het Eurovisiesongfestival met het liedje Jij bent mijn leven, waarvoor zij de publieksprijs ontving. Ze eindigde samen met België op een gedeelde tiende plaats. Haar internationale carrière begon met haar debuutsingle Asmara in 1960, een Maleis liedje dat in Nederland weinig succes had maar in Singapore en Maleisië maandenlang op nummer 1 stond. Het was het begin van een zeer succesvolle carrière in het Verre Oosten. Andere hits in die streken waren onder andere Boeroeng Kaka, Bengawan Solo, Buka Pintu en Nina Bobo. In België waren de Nederlandse nummer 1-hits ook grote hits. In het voormalig Joegoslavië had Grönloh in 1965 en 1966 twee nummer 1-hits en gouden platen met in het Servisch gezongen versies van Wladimir en Cimeroni. In Duitsland werden onder meer Das wird ein Wochenend, Wenn wir beide Hochzeit machen en Hasta la vista Mañana populair.
In Japan scoorden de genoemde Maleise nummers en met name een ep samen met The Dutch Swing College Band. Grönloh bleef tot 2015 toeren en concerten geven in Indonesië, Singapore en Maleisië.

### Zangeres van de eeuw
In 2000 werd Grönloh uitgeroepen tot "zangeres van de eeuw" vanwege het recordaantal exemplaren dat er van haar single Brandend Zand was verkocht. In datzelfde jaar was zij ook deelneemster aan het televisieprogramma Big Brother VIPS.

## Hitnoteringen
| Titel                                  | Jaar van verschijnen | Datum van binnenkomst | Hoogste positie | Aantal weken | Opmerkingen                                           |
| Platennieuws                           | Platennieuws         | Platennieuws          | Platennieuws    | Platennieuws | Platennieuws                                          |
| -------------------------------------- | -------------------- | --------------------- | --------------- | ------------ | ----------------------------------------------------- |
| Brandend zand                          | 1962                 | 20 juli 1962          | 1(2x)           | 29           |                                                       |
| Paradiso                               | 1962                 | 26 oktober 1962       | 1(16w)          | 23           | Record aantal weken aaneensluitend op #1 in Nederland |
| Soerabaja                              | 1963                 | 15 maart 1963         | 1(4w)           | 16           |                                                       |
| Cimeroni/Het leven kan mooi zijn       | 1963                 | 28 juni 1963          | 1(7w)           | 23           |                                                       |
| Wladimir/Da doe ron ron                | 1963                 | 25 oktober 1963       | 4               | 6            |                                                       |
| Muziek Expres                          |                      |                       |                 |              |                                                       |
| Rozen hebben doornen                   | 1964                 | januari 1964          | 10              | 4            |                                                       |
| Hitwezen                               |                      |                       |                 |              |                                                       |
| Jij bent mijn leven/Weer zingt de wind | 1964                 | 2 mei 1964            | 43              | 4            |                                                       |
| Schemering                             | 1964                 | 3 oktober 1964        | 2               | 13           |                                                       |
| Nationale Hitparade                    |                      |                       |                 |              |                                                       |
| Een kind zonder thuis                  | 1989                 | 1 juli 1989           | 83              | 4            |                                                       |

### NPO Radio 2 Top 2000
| Nummers met noteringen in de NPO Radio 2 Top 2000 | '99 | '00 | '01  | '02  | '03 | '04 | '05 | '06 | '07  | '08  | '09  | '10  | '11  |
| ------------------------------------------------- | --- | --- | ---- | ---- | --- | --- | --- | --- | ---- | ---- | ---- | ---- | ---- |
| Brandend zand                                     | 844 | -   | 1015 | 1133 | 731 | 770 | 110 | 763 | 642  | 491  | 1570 | 1437 | 1869 |
| Paradiso                                          | -   | -   | -    | -    | -   | -   | 396 | -   | 1827 | 1860 | -    | -    | -    |

1. ↑  Een '-' betekent dat het nummer niet was genoteerd en een vetgedrukt getal geeft de hoogste notering van een nummer aan.
2. ↑  Deze tabel is bijgewerkt tot en met de laatste editie (2024).

### Dvd's
| Dvd's met hitnoteringen in de Nederlandse Music Top 30 | Datum van verschijnen | Datum van binnenkomst | Hoogste positie | Aantal weken | Opmerkingen |
| ------------------------------------------------------ | --------------------- | --------------------- | --------------- | ------------ | ----------- |
| Jubileumgala - 50 jaar                                 | 2010                  | 27 maart 2010         | 27              | 1            |             |